# Gunda Planitia
Gunda Planitia est une plaine située sur Vénus dans le quadrangle de Galindo. Elle a été nommée en référence à Gunda, héroïne d'une épopée abkhaze, belle-sœur des chevaliers géants.